# Pavlovskij rajon (Territorio dell'Altaj)
Il Pavlovskij rajon (in russo Павловский район?) è un rajon del Kraj dell'Altaj, in Russia; il capoluogo è Pavlovsk. Il rajon, istituito nel 1925, ha una superficie di 2230 chilometri quadrati e nel 2010 ospitava una popolazione di circa 40.000 abitanti.